# Foththeyobodufushi
Foththeyobodufushi (ou Foththeyo-Bodufushi, ou encore Foiytheyobodufushi) est une petite île inhabitée des Maldives. Elle s'est formée par la réunion naturelle de deux anciennes îles, Foththeyo et Bodufushi. Il s'y trouve une grande antenne radio.

## Géographie
Foththeyobodufushi est située dans le centre des Maldives, à l'Est de l'atoll Felidhu, dans la subdivision de Vaavu. C'est l'île la plus orientale du pays.